# Scopula
À ne pas confondre avec la pièce anatomique, la scopule ou scopula.
Genre
Scopula est un genre qui regroupe plusieurs espèces de lépidoptères (papillons) de la famille des Geometridae.

## Principales espèces
- Scopula decorata - Phalène décorée
- Scopula emutaria
- Scopula floslactata
- Scopula frigidaria (Moschler)
- Scopula imitaria - Acidalie fausse-timandre
- Scopula immorata
- Scopula immutata
- Scopula incanata
- Scopula inductata (Guenee)
- Scopula junctaria (Walker)
- Scopula marginepunctata
- Scopula minorata- Acidalie minime
- Scopula nigropunctata
- Scopula ornata - Phalène ornée
- Scopula rubiginata
- Scopula submutata
- Scopula ternata
- Scopula tessellaria
- Scopula virgulata

## Espèces
- Scopula ablativa (Dognin, 1911)
- Scopula abolita  Herbulot, [1956]
- Scopula abornata (Guenée, [1858])
- Scopula accentuata (Guenée, [1858])
- Scopula acentra (Warren, 1897)
- Scopula acharis  Prout, 1938
- Scopula achroa (Lower, 1902)
- Scopula achrosta  Prout, 1935
- Scopula acidalia (Holland, 1894)
- Scopula acinosa (Prout, 1932)
- Scopula actuaria (Walker, 1861)
- Scopula acutanellus  Herbulot, 1992
- Scopula acyma  Prout, 1932
- Scopula addictaria (Walker, 1861)
- Scopula adelpharia (Püngeler, 1894)
- Scopula adenensis (Wiltshire, 1986)
- Scopula adeptaria (Walker, 1861)
- Scopula aegrefasciata  Sihvonen, 2001
- Scopula aemulata (Hulst, 1896)
- Scopula aequidistans (Warren, 1896)
- Scopula aequifasciata (Christoph, 1881)
- Scopula aetheomorpha  Prout, 1917
- Scopula afghana (Ebert, 1965)
- Scopula africana  Berio, 1937
- Scopula agglomerata  Herbulot, 1992
- Scopula agnes (Butler, 1886)
- Scopula agrapta (Warren, 1902)
- Scopula agrata (Felder & Rogenhofer, 1875)
- Scopula agutsaensis  Vasilenko, 1997
- Scopula alargata (Dognin, 1901)
- Scopula alba (Hausmann, 1993)
- Scopula albiceraria (Herrich-Schäffer, 1847)
- Scopula albida (Warren, 1899)
- Scopula albidaria (Staudinger, 1901)
- Scopula albidulata (Warren, 1897)
- Scopula albiflava (Warren, 1896)
- Scopula albilarvata (Warren, 1899)
- Scopula albivertex (Swinhoe, 1892)
- Scopula albomaculata (Moore, 1888)
- Scopula alboverticata (Warren, 1895)
- Scopula aleuritis (Turner, 1908)
- Scopula alfierii (Wiltshire, 1949)
- Scopula alma  Prout, 1920
- Scopula alstoni  Prout, 1919
- Scopula amala (Meyrick, 1886)
- Scopula amazonata (Guenée, [1858])
- Scopula ambigua  Prout, 1935
- Scopula amphiphracta  Prout, 1938
- Scopula amseli  Wiltshire, 1967
- Scopula anaitisaria (Walker, 1861)
- Scopula anatreces  Prout, 1920
- Scopula ancellata (Hulst, 1887)
- Scopula andalusiaria (Wagner, 1935)
- Scopula andresi (Draudt, 1912)
- Scopula anfractata Sihvonen, 2005
- Scopula angusticallis  Prout, 1935
- Scopula aniara  Prout, 1934
- Scopula anisopleura  Inoue, 1982
- Scopula annexata  Prout, 1938
- Scopula annubiata (Staudinger, 1892)
- Scopula annularia (Swinhoe, 1890)
- Scopula anoista (Prout, 1915)
- Scopula ansorgei (Warren, 1899)
- Scopula ansulata (Lederer, 1871)
- Scopula antankarana Herbulot, [1956]
- Scopula antiloparia (Wallengren, 1863)
- Scopula anysima  Prout, 1938
- Scopula aphercta  Prout, 1932
- Scopula apicipunctata (Christoph, 1881)
- Scopula apparitaria (Walker, 1861)
- Scopula arenosaria (Staudinger, 1879)
- Scopula argentidisca (Warren, 1902)
- Scopula argillina (Lower, 1915)
- Scopula argyroleuca (Hampson, 1910)
- Scopula asellaria (Herrich-Schäffer, 1847)
- Scopula asiatica (Brandt, 1938)
- Scopula asopiata (Guenée, [1858])
- Scopula asparta  Prout, 1938
- Scopula aspiciens  Prout, 1926
- Scopula aspilataria (Walker, 1861)
- Scopula asthena  Inoue, 1943
- Scopula astheniata Viidalepp, 2005
- Scopula astrabes  Prout, 1932
- Scopula asymmetrica Holloway, 1997
- Scopula atramentaria (Bastelberger, 1909)
- Scopula atricapilla  Prout, 1934
- Scopula atriceps (Hampson, 1895)
- Scopula atridiscata (Warren, 1897)
- Scopula attentata (Walker, 1861)
- Scopula axiata (Püngeler, 1909)
- Scopula axiotis (Meyrick, 1888)
- Scopula batesi Prout, 1932
- Scopula beccarii (Prout, 1915)
- Scopula beckeraria (Lederer, 1853)
- Scopula benenotata Prout, 1932
- Scopula benguetensis  Prout, 1931
- Scopula benigna (Brandt, 1941)
- Scopula benitaria (Barnes & McDunnough, 1913)
- Scopula bifalsaria (Prout, 1913)
- Scopula bigeminata (Warren, 1897)
- Scopula bimacularia (Leech, 1897)
- Scopula bispurcata (Warren, 1898)
- Scopula bistrigata (Pagenstecher, 1907)
- Scopula brachypus  Prout, 1926
- Scopula brookesae  Holloway, 1976
- Scopula bullata (Vojnits, 1986)
- Scopula butleri (Prout, 1913)
- Scopula butyrosa (Warren, 1893)
- Scopula caberaria Herbulot, 1992
- Scopula cacuminaria (Morrison, 1874)
- Scopula caducaria (Swinhoe, 1904)
- Scopula caeria  Prout, 1938
- Scopula caesaria (Walker, 1861)
- Scopula cajanderi (Herz, 1903)
- Scopula calcarata  Fletcher, 1958
- Scopula caledonica  Holloway, 1979
- Scopula callibotrys (Prout, 1918)
- Scopula calothysanis  Herbulot, 1965
- Scopula calotis (Dyar, 1912)
- Scopula campbelli  Prout, 1920
- Scopula candida  Prout, 1934
- Scopula candidaria (Warren, 1902)
- Scopula canularia (Herrich-Schäffer, 1870)
- Scopula capnosterna Prout, 1938
- Scopula caricaria (Reutti, 1853)
- Scopula carnosa  Prout, 1925
- Scopula cassiaria (Swinhoe, 1904)
- Scopula cassioides  Prout, 1932
- Scopula castissima (Warren, 1897)
- Scopula cavana (Druce, 1892)
- Scopula celebraria (Walker, 1861)
- Scopula cervinata (Warren, 1905)
- Scopula cesa Kemal & Kocak, 2004
- Scopula chalcographata (Brandt, 1938)
- Scopula chionaeata (Herrich-Schäffer, 1870)
- Scopula chrysoparalias (Prout, 1917)
- Scopula chydaea  Prout, 1938
- Scopula cineraria (Leech, 1897)
- Scopula cinnamomata  Fletcher, 1955
- Scopula circumpunctata (Warren, 1898)
- Scopula clandestina  Herbulot, [1956]
- Scopula clarivialis  Prout, 1931
- Scopula cleoraria (Walker, 1861)
- Scopula coangulata  Prout, 1920
- Scopula coenona (Turner, 1908)
- Scopula colymbas  Herbulot, 1994
- Scopula comes  Prout, 1927
- Scopula commaria (Swinhoe, 1904)
- Scopula compensata (Walker, 1861)
- Scopula complanata (Warren, 1896)
- Scopula concinnaria (Duponchel, 1842)
- Scopula concolor (Warren, 1905)
- Scopula concurrens (Warren, 1897)
- Scopula conduplicata (Warren, 1904)
- Scopula confertaria (Walker, 1861)
- Scopula confinaria (Herrich-Schäffer, 1847)
- Scopula confusa (Butler, 1878)
- Scopula congruata (Zeller, 1847)
- Scopula coniargyris  Prout, 1932
- Scopula coniaria (Prout, 1913)
- Scopula conotaria (Schaus, 1901)
- Scopula conscensa (Swinhoe, 1886)
- Scopula consimilata (Warren, 1896)
- Scopula conspersa (Warren, 1900)
- Scopula conspicillaria  Karisch, 2001
- Scopula contramutata  Prout, 1920
- Scopula convergens (Warren, 1904)
- Scopula convictorata (Snellen, 1874)
- Scopula cornishi  Prout, 1932
- Scopula corrivalaria (Kretschmar, 1862)
- Scopula corrupta  Prout, 1931
- Scopula costata (Moore, [1887])
- Scopula coundularia (Warren, 1898)
- Scopula crassipuncta (Warren, 1901)
- Scopula crawshayi  Prout, 1932
- Scopula cumulata (Alphéraky, 1883)
- Scopula cuneilinea (Walker, [1863])
- Scopula curvimargo (Warren, 1900)
- Scopula dapharia (Swinhoe, 1904)
- Scopula dargei  Herbulot, 1992
- Scopula declinata  Herbulot, 1972
- Scopula decolor (Staudinger, 1898)
- Scopula decorata ([Denis & Schiffermüller], 1775)
- Scopula defectiscripta (Prout, 1914)
- Scopula defixaria (Walker, 1861)
- Scopula deflavaria (Warren, 1896)
- Scopula deflavarioides  Holloway, 1997
- Scopula dehortata (Dognin, 1901)
- Scopula deiliniata (Warren, 1897)
- Scopula deliciosaria (Walker, 1861)
- Scopula delitata (Prout, 1913)
- Scopula delospila (Warren, 1907)
- Scopula demissaria (Walker, [1863])
- Scopula densicornis (Warren, 1897)
- Scopula dentilinea (Warren, 1897)
- Scopula dentisignata (Walker, [1863])
- Scopula derasata (Walker, [1863])
- Scopula deserta (Warren, 1897)
- Scopula desita (Walker, 1861)
- Scopula despoliata (Walker, 1861)
- Scopula destituta (Walker, 1866)
- Scopula detentata  Prout, 1926
- Scopula dhofarata  Wiltshire, 1986
- Scopula didymosema (Lower, 1893)
- Scopula diffinaria (Prout, 1913)
- Scopula dignata (Guenée, [1858])
- Scopula dimoera  Prout, 1922
- Scopula dimoeroides  Herbulot, [1956]
- Scopula dimorphata (Snellen, 1881)
- Scopula disclusaria (Christoph, 1881)
- Scopula discrepans  Prout, 1916
- Scopula dismutata (Guenée, [1858])
- Scopula disparata (Hampson, 1903)
- Scopula dissonans (Warren, 1897)
- Scopula divisaria (Walker, 1861)
- Scopula dohertyi (Warren, 1897)
- Scopula donaria (Schaus, 1901)
- Scopula donovani (Distant, 1892)
- Scopula dorsinigrata (Warren, 1904)
- Scopula dotina  Prout, 1938
- Scopula drenowskii Sterneck, 1941
- Scopula dubernardi (Oberthür 1923)
- Scopula duplicipuncta (Prout, 1913)
- Scopula duplinupta  Inoue, 1982
- Scopula dux  Prout, 1927
- Scopula dysmorpha (Prout, 1915)
- Scopula eburneata (Guenée, [1858])
- Scopula eclipes (Prout, 1910)
- Scopula ectopostigma  Prout, 1932
- Scopula elegans (Prout, 1915)
- Scopula elegantula  Herbulot, 1978
- Scopula eleina  Prout, 1938
- Scopula elisabethae  Prout, 1934
- Scopula elwesi  Prout, 1922
- Scopula emissaria (Walker, 1861)
- Scopula emutaria (Hübner, [1809])
- Scopula emma (Prout 1913)
- Scopula enucloides (Schaus, 1901)
- Scopula epigypsa (Meyrick, 1886)
- Scopula epiorrhoe  Prout, 1935
- Scopula episcia (Meyrick, 1888)
- Scopula episticta  Turner, 1942
- Scopula erebospila (Lower, 1902)
- Scopula erici (Kirby, 1896)
- Scopula erinaria (Swinhoe, 1904)
- Scopula erlangeri (Prout, 1932)
- Scopula erubescens (Warren, 1895)
- Scopula erymna  Prout, 1928
- Scopula euchroa  Prout, 1925
- Scopula eulomata (Snellen, 1877)
- Scopula eunupta Vasilenko, 1998
- Scopula euphemia  Prout, 1920
- Scopula eurata (Prout, 1913)
- Scopula extimaria (Walker, 1861)
- Scopula falcataria (Warren, 1901)
- Scopula falcovitshi  Viidalepp, 1992
- Scopula falsaria (Herrich-Schäffer, 1852)
- Scopula farinaria (Leech, 1897)
- Scopula fernaria  Schaus, 1940
- Scopula ferrilineata (Moore, 1888)
- Scopula ferruginea (Hampson, 1893)
- Scopula fibulata (Guenée, [1858])
- Scopula fimbrilineata (Warren, 1902)
- Scopula flaccata (Staudinger, 1898)
- Scopula flaccidaria (Zeller, 1852)
- Scopula flavifurfurata  Prout, 1920
- Scopula flavinsolata  Holloway, 1997
- Scopula flavissima (Warren, 1898)
- Scopula flavorosearia (Shchetkin, 1956)
- Scopula flexio  Prout, 1917
- Scopula floslactata (Haworth, 1809)
- Scopula fluidaria (Swinhoe, 1886)
- Scopula forbesi (Druce, 1884)
- Scopula formosana  Prout, 1934
- Scopula fragilis (Warren, 1903)
- Scopula francki  Prout, 1935
- Scopula frigidaria (Möschler, 1860)
- Scopula froitzheimi  Wiltshire, 1967
- Scopula fucata (Püngeler, 1909)
- Scopula fulminataria (Turati, 1927)
- Scopula fulvicolor  Hampson, 1899
- Scopula fumosaria (Prout, 1913)
- Scopula furfurata (Warren, 1897)
- Scopula fuscata (Hulst, 1887)
- Scopula fuscescens  Prout, 1934
- Scopula fuscobrunnea (Warren, 1901)
- Scopula galactina  Fletcher, 1978
- Scopula gastonaria (Oberthür, 1876)
- Scopula gazellaria (Wallengren, 1863)
- Scopula gibbivalvata  Herbulot, 1972
- Scopula gilva  Sato, 1993
- Scopula glaucescens  Herbulot, 1978
- Scopula gnou  Herbulot, 1985
- Scopula gracilis (Möschler, 1887)
- Scopula gracilis (Brandt, 1941)
- Scopula graphidata Prout, 1920
- Scopula grasuta (Schaus, 1901)
- Scopula griseolineata (Rothschild, 1915)
- Scopula grisescens (Staudinger, 1892)
- Scopula guancharia (Alphéraky, 1889)
- Scopula habilis (Warren, 1899)
- Scopula hackeri  Hausmann, 1999
- Scopula haemaleata (Warren, 1898)
- Scopula haematophaga  Bänziger & Fletcher, 1985
- Scopula haeretica Herbulot, [1956]
- Scopula halimodendrata (Erschov, 1874)
- Scopula hanna (Butler, 1878)
- Scopula harteni Hausmann, 2009
- Scopula heba  Prout, 1920
- Scopula hectata (Guenée, [1858])
- Scopula heidra  Debauche, 1938
- Scopula helcita (Linnaeus, 1763)
- Scopula herbuloti Karisch, 2001
- Scopula herbuloti (Viette, 1977)
- Scopula hesycha  Prout, 1919
- Scopula hoerhammeri  Brandt, 1941
- Scopula homaema  Prout, 1920
- Scopula homodoxa (Meyrick, 1886)
- Scopula honestata (Mabille, 1869)
- Scopula horichroea (Prout, 1916)
- Scopula humifusaria (Eversmann, 1837)
- Scopula humilis (Prout, 1913)
- Scopula hyphenophora (Warren, 1896)
- Scopula hypocallista (Lower, 1900)
- Scopula hypochra (Meyrick, 1888)
- Scopula ichinosawana (Matsumura, 1925)
- Scopula idearia (Swinhoe, 1886)
- Scopula idnothogramma  Prout, 1938
- Scopula ignobilis (Warren, 1901)
- Scopula imitaria (Hübner, [1799])
- Scopula immistaria (Herrich-Schäffer, 1852)
- Scopula immorata (Linnaeus, 1758)
- Scopula immutata (Linnaeus, 1758)
- Scopula impersonata (Walker, 1861)
- Scopula impicta  Prout, 1922
- Scopula improba (Warren, 1899)
- Scopula impropriaria (Walker, 1861)
- Scopula inactuosa  Prout, 1920
- Scopula inangulata (Warren, 1896)
- Scopula incalcarata  Fletcher, 1958
- Scopula incanata (Linnaeus, 1758)
- Scopula indicataria (Walker, 1861)
- Scopula inductata (Guenée, [1858])
- Scopula infantilis  Herbulot, 1970
- Scopula inficita (Walker, 1866)
- Scopula inflexibilis  Prout, 1931
- Scopula infota (Warren, 1897)
- Scopula innocens (Butler, 1886)
- Scopula innominata  Schaus, 1940
- Scopula inscriptata (Walker, [1863])
- Scopula insincera  Prout, 1920
- Scopula instructata (Walker, 1863)
- Scopula intensata (Moore, 1887)
- Scopula internata (Guenée, [1858])
- Scopula internataria (Walker, 1861)
- Scopula iranaria  Bytinski-Salz & Brandt, 1937
- Scopula irrorata (Bethune-Baker, 1891)
- Scopula irrubescens  Prout, 1934
- Scopula irrufata (Warren, 1905)
- Scopula isodesma (Lower, 1903)
- Scopula isomala  Prout, 1932
- Scopula isomerica  Prout, 1922
- Scopula iterata  Herbulot, 1978
- Scopula jacta (Swinhoe, 1885)
- Scopula jejuna  Prout, 1932
- Scopula johnsoni  Fletcher, 1958
- Scopula julietae  Robinson, 1975
- Scopula junctaria (Walker, 1861)
- Scopula juruana (Butler, 1881)
- Scopula kagiata (Bastelberger, 1909)
- Scopula karischi  Herbulot, 1999
- Scopula kashmirensis (Moore, 1888)
- Scopula kawabei Inoue, 1982
- Scopula klaphecki  Prout, 1922
- Scopula kohor  Herbulot & Viette, 1952
- Scopula kounden  Herbulot, 1992
- Scopula kuhitangica Vasilenko, 1998
- Scopula kuldschaensis (Alphéraky, 1883)
- Scopula lacriphaga  Bänziger & Fletcher, 1985
- Scopula lactaria (Walker, 1861)
- Scopula lactarioides  Brandt, 1941
- Scopula lactea (Warren, 1900)
- Scopula laevipennis (Warren, 1897)
- Scopula laresaria  Schaus, 1940
- Scopula larseni (Wiltshire, 1982)
- Scopula latelineata (Graeser, 1892)
- Scopula lathraea  Prout, 1922
- Scopula latifera (Walker, 1869)
- Scopula latimediata  Fletcher, 1958
- Scopula latitans  Prout, 1920
- Scopula lautaria (Hübner, [1831])
- Scopula lechrioloma (Turner, 1908)
- Scopula legrandi  Herbulot, [1963]
- Scopula lehmanni  Hausmann, 1991
- Scopula leucoloma  Prout, 1932
- Scopula leucopis  Prout, 1926
- Scopula leuculata (Snellen, 1874)
- Scopula leuraria (Prout, 1913)
- Scopula libyssa (Hopffer, 1858)
- Scopula limbata (Wileman, 1915)
- Scopula limboundata (Haworth, 1809)
- Scopula limosata  Fletcher, 1963
- Scopula linearia (Hampson, 1891)
- Scopula liotis (Meyrick, 1888)
- Scopula longicerata  Inoue, 1955
- Scopula longitarsata  Prout, 1932
- Scopula loxographa  Turner, 1941
- Scopula loxosema (Turner, 1908)
- Scopula lubricata (Warren, 1905)
- Scopula ludibunda (Prout, 1915)
- Scopula lugubriata  Fletcher, 1958
- Scopula luridata (Zeller, 1847)
- Scopula lutearia (Leech, 1897)
- Scopula luteicollis  Prout, 1938
- Scopula luteolata (Hulst, 1880)
- Scopula luxipuncta  Prout, 1932
- Scopula lydia (Butler, 1886)
- Scopula macrocelis (Prout, 1915)
- Scopula macronephes  Fletcher, 1958
- Scopula magnidiscata (Warren, 1904)
- Scopula magnipunctata  Fletcher, 1958
- Scopula malagasy (Viette, 1977)
- Scopula malayana  Bänziger & Fletcher, 1985
- Scopula manengouba  Herbulot, 1992
- Scopula manes  Djakonov, 1936
- Scopula manifesta (Prout 1911)
- Scopula mappata (Guenée, [1858])
- Scopula marcidaria (Leech, 1897)
- Scopula margaritaria (Warren, 1900)
- Scopula marginepunctata (Goeze, 1781)
- Scopula mariarosae (Expósito, 2006)
- Scopula mascula (Bastelberger, 1909)
- Scopula mecysma (Swinhoe, 1894)
- Scopula megalocentra (Meyrick, 1888)
- Scopula megalostigma (Prout, 1915)
- Scopula melanopis (Prout, 1929)
- Scopula melanstigma  Prout, 1938
- Scopula melinau  Holloway, 1997
- Scopula mendax  Herbulot, 1954
- Scopula mendicaria (Leech, 1897)
- Scopula mentzeri (Hausmann, 1993)
- Scopula menytes  Prout, 1935
- Scopula merina  Herbulot, [1956]
- Scopula mesophaena  Prout, 1923
- Scopula metacosmia  Prout, 1932
- Scopula micara (Schaus, 1901)
- Scopula michinoku  Sato, 1994
- Scopula micrata (Guenée, [1858])
- Scopula microphylla (Meyrick, 1889)
- Scopula minoa (Prout, 1916)
- Scopula minorata (Boisduval, 1833)
- Scopula minuta (Warren, 1900)
- Scopula misera (Walker, 1866)
- Scopula mishmica  Prout, 1938
- Scopula modesta (Moore, [1887])
- Scopula modicaria (Leech, 1897)
- Scopula moinieri  Herbulot, 1966
- Scopula molaris  Prout, 1922
- Scopula mollicula  Prout, 1932
- Scopula monosema  Prout, 1923
- Scopula monotropa  Prout, 1925
- Scopula montivaga  Prout, 1922
- Scopula moorei (Cotes & Swinhoe, 1888)
- Scopula moralesi (Rungs, 1945)
- Scopula mustangensis  Yazaki, 1995
- Scopula nacida (Dognin, 1901)
- Scopula napariata (Guenée, [1858])
- Scopula natalensis (Prout, 1915)
- Scopula natalica (Butler, 1875)
- Scopula nebulata  Fletcher, 1963
- Scopula nemoraria (Hübner, [1799])
- Scopula nemorivagata  Wallengren, 1863
- Scopula neophyta  Prout, 1922
- Scopula neoxesta (Meyrick, 1888)
- Scopula nepalensis  Inoue, 1982
- Scopula nepheloperas (Prout, 1916)
- Scopula nephotropa  Prout, 1931
- Scopula nesciaria (Walker, 1861)
- Scopula nesciaroides  Holloway, 1997
- Scopula nigralba  Herbulot, 1978
- Scopula nigricornis  Herbulot, 1992
- Scopula nigricosta (Prout, 1916)
- Scopula nigridentata (Warren, 1896)
- Scopula nigrifrons Pajni & Walia
- Scopula nigrinotata (Warren, 1897)
- Scopula nigristellata (Warren, 1898)
- Scopula nigrocellata (Warren, 1899)
- Scopula nigrociliata  Ebert, 1965
- Scopula nigropunctata (Hufnagel, 1767)
- Scopula nipha  Fletcher, 1955
- Scopula nitidata (Warren, 1905)
- Scopula nitidissima  Prout, 1920
- Scopula nivearia (Leech, 1897)
- Scopula normalis  Herbulot, [1956]
- Scopula nostima  Prout, 1938
- Scopula nubifera  Hausmann, 1998
- Scopula nucleata (Warren, 1905)
- Scopula nupta (Butler, 1878)
- Scopula obliquifascia  Herbulot, 1999
- Scopula obliquiscripta (Warren, 1897)
- Scopula obliquisignata (Bastelberger, 1909)
- Scopula obliviaria (Walker, 1861)
- Scopula ocellata (Warren, 1899)*
- Scopula ocellicincta (Warren, 1901)
- Scopula ocheracea (Hampson, 1891)
- Scopula ochraceata (Staudinger, 1901)
- Scopula ochrea (Hausmann, 2006)
- Scopula ochreofusa (Warren, 1899)
- Scopula ochreolata (Warren, 1905)
- Scopula ochricrinita  Prout, 1920
- Scopula ochrifrons  Prout, 1920
- Scopula oenoloma  Prout, 1932
- Scopula oliveta  Prout, 1920
- Scopula omana  Wilthsire, 1977
- Scopula omissa (Warren, 1906)
- Scopula omnisona  Prout, 1915
- Scopula ophthalmica  Prout, 1920
- Scopula opicata (Fabricius, 1798)
- Scopula opperta  Prout, 1920
- Scopula oppilata (Walker, 1861)
- Scopula oppunctata (Warren, 1902)
- Scopula optivata (Walker, 1861)
- Scopula orbeorum (Hausmann, 1996)
- Scopula ordinaria (Dyar, 1912)
- Scopula ordinata (Walker, 1861)
- Scopula orientalis (Alphéraky, 1876)
- Scopula origalis (Brandt, 1941)
- Scopula ornata (Scopoli, 1763)
- Scopula orthoscia (Meyrick, 1888)
- Scopula oryx  Herbulot, 1985
- Scopula ossicolor (Warren, 1897)
- Scopula ourebi  Herbulot, 1985
- Scopula oxysticha  Prout, 1938
- Scopula oxystoma  Prout, 1929
- Scopula paetula  Prout, 1919
- Scopula palleuca  Prout, 1925
- Scopula pallida (Warren, 1888)
- Scopula pallidiceps (Warren, 1898)
- Scopula pallidilinea (Warren, 1897)
- Scopula palpata (Prout, 1932)
- Scopula palpifera  Prout, 1925
- Scopula paneliusi  Herbulot, 1957
- Scopula paradela  Prout, 1920
- Scopula paradelpharia  Prout, 1920
- Scopula parallelaria (Warren, 1901)
- Scopula parodites  Prout, 1931
- Scopula parvimacula (Warren, 1896)
- Scopula patularia (Walker, 1866)
- Scopula pauperata (Walker, 1861)
- Scopula pedilata (Felder & Rogenhofer, 1875)
- Scopula pelloniodes  Prout, 1922
- Scopula penricei  Prout, 1920
- Scopula penultima  Herbulot, 1992
- Scopula peractaria (Walker, 1866)
- Scopula perialurga (Turner, 1922)
- Scopula perlata (Walker, 1861)
- Scopula perlimbata (Snellen, 1874)
- Scopula permutata (Staudinger, 1897)
- Scopula perornata (Thierry-Mieg, 1905)
- Scopula perpunctata  Herbulot, 1992
- Scopula personata (Prout, 1913)
- Scopula perstrigulata (Prout, 1913)
- Scopula pertinax (Prout, 1916)
- Scopula phallarcuata  Holloway, 1997
- Scopula phyletis (Prout, 1913)
- Scopula phyxelis  Prout, 1938
- Scopula picta (Warren, 1897)
- Scopula pinguis (Swinhoe, 1902)
- Scopula pirimacula (Prout, 1916)
- Scopula pithogona  Prout, 1938*
- Scopula placida (Warren, 1905)
- Scopula planidisca (Bastelberger, 1908)
- Scopula planipennis (Warren, 1900)
- Scopula plantagenaria (Hulst, 1887)
- Scopula plionocentra  Prout, 1920
- Scopula plumbearia (Leech, 1891)
- Scopula poliodesma (Turner, 1908)
- Scopula polystigmaria (Hampson, 1903)
- Scopula polyterpes  Prout, 1920
- Scopula praecanata (Staudinger, 1896)
- Scopula praesignipuncta  Prout, 1920
- Scopula pratana (Fabricius, 1794)
- Scopula preumenes  Prout, 1938
- Scopula prisca Herbulot, [1956]
- Scopula privata (Walker, 1861)
- Scopula promethes  Prout, 1928
- Scopula propinquaria (Leech, 1897)
- Scopula prosoeca (Turner, 1908)
- Scopula prosthiostigma  Prout, 1938
- Scopula protecta  Herbulot, [1956]
- Scopula proterocelis Prout, 1920
- Scopula prouti  Djakonov, 1935
- Scopula proximaria (Leech, 1897)
- Scopula pruinata  Fletcher, 1958
- Scopula psephis  Prout, 1935
- Scopula pseudagrata  Holloway, 1997
- Scopula pseudoafghana  Ebert, 1965
- Scopula pseudocorrivalaria (Wehrli, 1932)
- Scopula pseudodoxa  Prout, 1920
- Scopula pseudophema  Prout, 1920
- Scopula pudicaria (Motschulsky, [1861])
- Scopula puerca (Dognin, 1901)
- Scopula pulchellata (Fabricius, 1794)
- Scopula pulverosa  Prout, 1934
- Scopula punctatissima (Bastelberger, 1911)
- Scopula puncticosta (Walker, 1869)
- Scopula punctilineata (Warren, 1897)
- Scopula purata (Guenée, [1858])
- Scopula pyraliata (Warren, 1898)
- Scopula pyrrhochra (Prout, 1916)
- Scopula quadratisparsa  Holloway, 1976
- Scopula quadrifasciata (Bastelberger, 1909)
- Scopula quadrilineata (Packard, 1876)
- Scopula quinquefasciata  Holloway, 1979
- Scopula quinquestriata (Warren, 1896)
- Scopula quintaria (Prout, 1916)
- Scopula radiata (Warren, 1897)
- Scopula rantaizanensis (Wileman, 1915)
- Scopula reaumuraria (Milliere, 1864)
- Scopula rebaptisa  Herbulot, 1985
- Scopula rectisecta  Prout, 1920
- Scopula recurvata  Herbulot, 1992
- Scopula recurvinota (Warren, 1902)
- Scopula recusataria (Walker, 1861)
- Scopula regenerata (Fabricius, 1794)
- Scopula relictata (Walker, 1866)
- Scopula remotata (Guenée, [1858])
- Scopula restricta  Holloway, 1997
- Scopula retracta (Hausmann, 2006)
- Scopula rhodinaria (Rebel, 1907)
- Scopula rhodocraspeda  Prout, 1932
- Scopula riedeli Hausmann, 2006
- Scopula risa  Wiltshire, 1982
- Scopula rivularia (Leech, 1897)
- Scopula roezaria (Swinhoe, 1904)
- Scopula romanarioides (Rothschild, 1913)
- Scopula roseocincta (Warren, 1899)
- Scopula rossi (Prout, 1913)
- Scopula rostrilinea (Warren, 1900)
- Scopula rubellata (Staudinger, 1871)
- Scopula rubiginata (Hufnagel, 1767)
- Scopula rubraria (Doubleday, 1843)
- Scopula rubriceps (Warren, 1905)
- Scopula rubrocinctata (Guenée, [1858])
- Scopula rubrosignaria (Mabille, 1900)
- Scopula ruficolor  Prout, 1916
- Scopula rufigrisea  Prout, 1913
- Scopula rufisalsa (Warren, 1897)
- Scopula rufistigma (Warren, 1895)
- Scopula rufolutaria (Mabille, 1900)
- Scopula rufomixtaria (Graslin, 1863)
- Scopula rufotinctata (Prout, 1913)
- Scopula sacraria (Bang-Haas, 1910)
- Scopula sagittilinea (Warren, 1897)
- Scopula sanguinifissa  Herbulot, [1956]
- Scopula sanguinisecta (Warren, 1897)
- Scopula saphes  Prout, 1920
- Scopula sapor (Druce, 1910)
- Scopula sarcodes  Prout, 1935
- Scopula sarfaitensis  Wiltshire, 1982
- Scopula sauteri  Prout, 1922
- Scopula scalercii Hausmann, 2003
- Scopula scialophia  Prout, 1919
- Scopula scotti  Debauche, 1937
- Scopula sebata  Fletcher, 1958
- Scopula seclusa  Herbulot, 1972
- Scopula seclusoides  Herbulot, 1978
- Scopula sedataria (Leech, 1897)
- Scopula segregata  Prout, 1919
- Scopula semignobilis  Inoue, 1942
- Scopula semispurcata (Warren, 1898)
- Scopula semitata (Prout, 1913)
- Scopula sentinaria (Geyer, 1837)
- Scopula separata (Walker, 1875)
- Scopula seras  Prout, 1938
- Scopula serena  Prout, 1920
- Scopula serratilinea (Warren, 1907)
- Scopula sevandaria (Swinhoe, 1904)
- Scopula seydeli  Prout, 1934
- Scopula shiskensis (Matsumura, 1925)
- Scopula siccata McDunnough, 1939
- Scopula sideraria (Guenée, [1858])
- Scopula silonaria (Guenée, [1858])
- Scopula similata (Le Cerf, 1924)
- Scopula simplificata  Prout, 1928
- Scopula sincera (Warren, 1901)
- Scopula sinnaria (Swinhoe, 1904)
- Scopula sinopersonata (Wehrli, 1932)
- Scopula sjostedti  Djakonov, 1936
- Scopula sordaria  Karisch, 2001
- Scopula sordida (Warren, 1895)
- Scopula sparsipunctata (Mabille, 1900)
- Scopula spectrum (Prout, 1923)
- Scopula spinosicrista  Herbulot, 1992
- Scopula spissitarsata (Warren, 1899)
- Scopula spoliata (Walker, 1861)
- Scopula stenoptera  Prout, 1922
- Scopula stenoptila (Prout, 1916)
- Scopula stephanitis  Prout, 1932
- Scopula stigmata (Moore, 1888)
- Scopula straminea (Felder & Rogenhofer, 1875)
- Scopula subaequalis (Prout, 1917)
- Scopula subcandida  Prout, 1938
- Scopula subcarnea  Prout, 1934
- Scopula subdecorata (Warren, 1896)
- Scopula subgastonaria  Wiltshire, 1982
- Scopula sublinearia (Walker, 1866)
- Scopula sublobata (Warren, 1898)
- Scopula sublutescens  Prout, 1920
- Scopula submutata (Treitschke, 1828)
- Scopula subnictata (Snellen, 1874)
- Scopula subobliquata (Prout, 1913)
- Scopula subpartita  Prout, 1919
- Scopula subpectinata (Prout, 1915)
- Scopula subperlaria (Warren, 1897)
- Scopula subpulchellata  Prout, 1920
- Scopula subpunctaria (Herrich-Schäffer, 1847)
- Scopula subquadrata (Guenée, [1858])
- Scopula subrubellata  Sterneck, 1941
- Scopula subserena  Wiltshire, 1990
- Scopula subtaeniata (Bastelberger, 1908)
- Scopula subtilata (Christoph, 1867)
- Scopula subtracta  Prout, 1935
- Scopula succrassula  Prout, 1931
- Scopula suda  Prout, 1932
- Scopula suffecta  Prout, 1938
- Scopula suffundaria (Walker, 1861)
- Scopula suna  Prout, 1934
- Scopula superciliata (Prout, 1913)
- Scopula superior (Butler, 1878)
- Scopula supernivearia  Inoue, 1963
- Scopula supina  Prout, 1920
- Scopula sybillaria (Swinhoe, 1902)
- Scopula synethes (Turner, 1922)
- Scopula szechuanensis (Prout, 1913)
- Scopula tahitiensis  Orhant, 2003
- Scopula taifica  Wiltshire, 1982
- Scopula takao  Inoue, 1954
- Scopula tanalorum  Herbulot, 1972
- Scopula technessa  Prout, 1932
- Scopula tenera (Warren, 1899)
- Scopula tensipallida  Prout, 1938
- Scopula tenuimargo (Prout, 1916)
- Scopula tenuimedia  Prout, 1938
- Scopula tenuiscripta  Prout, 1917
- Scopula tenuisocius  Inoue, 1942
- Scopula tenuispersata (Fuchs, 1902)
- Scopula terminata (Wiltshire, 1966)
- Scopula ternata  Schrank, 1802
- Scopula terrearia (Mabille, 1900)
- Scopula tersicallis  Prout, 1929
- Scopula tessellaria (Boisduval, 1840)
- Scopula thrasia  Prout, 1938
- Scopula thysanopus (Turner, 1908)
- Scopula timandrata (Walker, 1861)
- Scopula timboensis  Prout, 1938
- Scopula timia (Prout, 1916)
- Scopula toquilla (Fletcher, 1978)
- Scopula tornisecta (Prout, 1916)
- Scopula tosariensis  Prout, 1923
- Scopula toxophora  Prout, 1919
- Scopula traducta  Prout, 1938
- Scopula transmeata (Prout, 1931)
- Scopula transsecta (Warren, 1898)
- Scopula trapezistigma  Prout, 1938
- Scopula tricommata (Warren, 1899)
- Scopula trisinuata (Warren, 1897)
- Scopula tsekuensis  Prout, 1935
- Scopula tumiditibia  Prout, 1920
- Scopula turbidaria (Hübner, [1819])
- Scopula turbulentaria (Staudinger, 1870)
- Scopula uberaria (Zerny, 1933)
- Scopula umbelaria (Hübner, [1813])
- Scopula umbilicata (Fabricius, 1794)
- Scopula umbratilinea (Warren, 1901)
- Scopula undilinea (Warren, 1900)
- Scopula undulataria (Moore, 1888)
- Scopula unicornata (Warren, 1900)
- Scopula unilineata (Warren, 1896)
- Scopula unisignata  Prout, 1926
- Scopula urnaria (Guenée, [1858])
- Scopula usticinctaria (Walker, 1861)
- Scopula uvarovi (Wiltshire, 1952)
- Scopula vacuata (Guenée, [1858])
- Scopula valentinella  Karisch, 2001
- Scopula variabilis (Butler, 1878)
- Scopula vicina (Thierry-Mieg, 1907)
- Scopula vicina (Gaede, 1917)
- Scopula viettei  Herbulot, 1992
- Scopula vigensis Prout, 1938
- Scopula vigilata (Prout, 1913)
- Scopula vinocinctata (Guenée, [1858])
- Scopula violacea (Warren, 1897)
- Scopula virgulata ([Denis & Schiffermüller], 1775)
- Scopula vitellina  Herbulot, 1978
- Scopula vitiosaria (Swinhoe, 1904)
- Scopula vittora (Schaus, 1901)
- Scopula vojnitsi  Inoue, 1992
- Scopula voluptaria  Prout, 1938
- Scopula walkeri (Butler, 1883)
- Scopula wegneri  Prout, 1935
- Scopula wittei  Debauche, 1938
- Scopula xanthocephalata (Guenée, [1858])
- Scopula xanthomelaena Fletcher, 1957
- Scopula yamanei  Inoue, 1978
- Scopula yihe  Yang, 1978
- Scopula zophodes  Prout, 1935